# My Nephew Emmett
My Nephew Emmett é um filme de drama em curta-metragem estadunidense de 2017 dirigido e escrito por Kevin Wilson, Jr.. A obra foi indicada ao Oscar de melhor curta-metragem em live action na edição de 2018.

## Elenco
- Jasmine Guy - Elizabeth Wright
- Dane Rhodes - J.W. Milam
- Chris Steele - Robert Wright
- Tylon Larry - Simeon Wright
- Joshua Wright - Emmett Till